# リカルド・パルマ
リカルド・ホセ・パルマ（Ricardo Jose Palma, 1979年9月26日 – ）はベネズエラ・マラカイ出身の元プロ野球選手（投手）。左投左打。

## 経歴
16歳の時にシカゴ・カブスと契約しプロ入り。
1997年にルーキー級ウィリアムズポート・カブスでデビューし、14試合に登板し、4勝7敗、防御率3.48の成績を残した。
2001年にAA級ウェストテン・ダイヤモンドジャックスに初昇格。57試合に登板し、4勝9敗、防御率3.06の成績を残した。
2002年はAA級ウエストテンで43試合に登板し、1勝2敗、防御率1.71の好成績を残し、AAA級アイオワ・カブスに初昇格。2試合に登板した。8月にピッツバーグ・パイレーツにトレードで移籍し、AA級アルトゥーナ・カーブで10試合に登板。1勝1敗、防御率1.80の成績を残した。2003年限りでパイレーツを退団。
2004年にデトロイト・タイガースと契約し、AA級エリー・シーウルブズで53試合に登板し、2勝11敗10セーブ、防御率4.34の成績を残したが、1シーズンで退団した。
2005年からはメキシカンリーグのカンクーン・ロブスターメンでプレー。シーズン中にアグアスカリエンテス・レイルロードメンに移籍し、2006年まで在籍した。
また、2006年の3月に第1回WBCのベネズエラ代表に選出された。
その後は故郷ベネズエラのウィンターリーグ（LVBP）でプレーしていたが、2009年にイタリアンベースボールリーグのパルマ・ベースボールクラブと契約。シーズン終了後に退団した。

## 詳細情報

### 代表歴
- 2006 ワールド・ベースボール・クラシック・ベネズエラ代表